# Греко-мексиканские отношения
Мексикано-греческие отношения — двусторонние дипломатические отношения между Мексикой и Грецией. Страны являются членами Организации Объединённых Наций и Организации экономического сотрудничества и развития.

## История

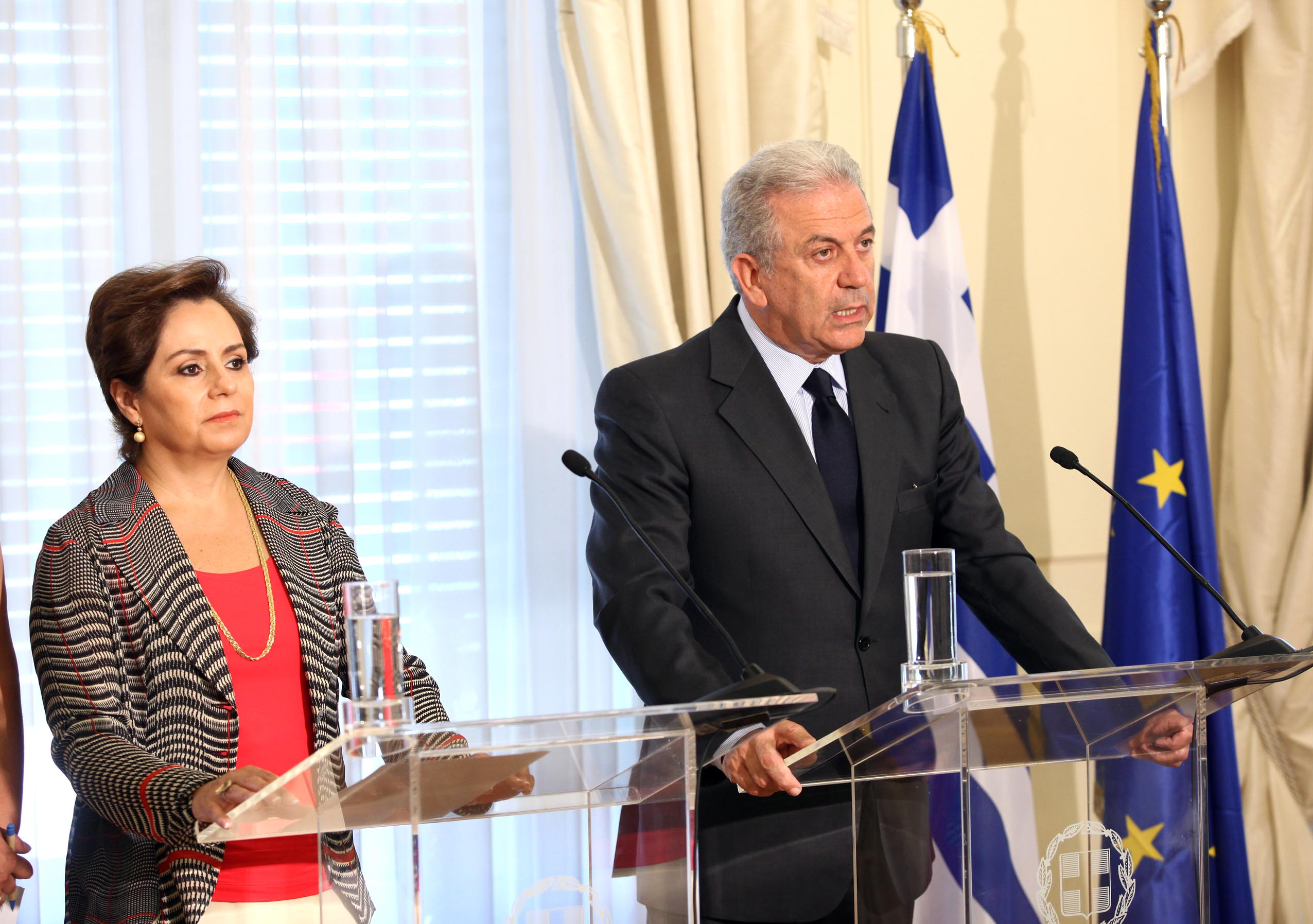
Министр иностранных дел Мексики Патрисия Эспиноса и министр иностранных дел Греции Димитрис Аврамопулос в Афинах в июле 2012 года.

Дипломатические отношения между Грецией и Мексикой были установлены 12 августа 1939 года с вступлением в силу Договора о дружбе. Между 1955 и 1964 годами дипломатические отношения поддерживались между посольством Мексики в Риме (Италия) и посольством Греции в Вашингтоне (США); и через их почётные консульства. В 1965 году были открыты постоянные посольства.
В 1963 году президент Адольфо Лопес Матеос стал первым высокопоставленным мексиканским чиновником, посетившим Грецию. В августе 1986 года премьер-министр Андреас Папандреу совершил первый официальный визит главы правительства Греции в Мексику. В мае 1986 года министр иностранных дел Мексики Бернардо Сепульведа Амор стал первым министром иностранных дел Мексики, официально посетившим Грецию. На этот визит в мае 1991 года ответил взаимностью министр иностранных дел Греции Антонис Самарас. Было несколько дополнительных визитов министров иностранных дел обеих стран, что укрепило отношения между Грецией и Мексикой.
В августе 2016 года было обстреляно посольство Мексики в Афинах.

## Визиты на высоком уровне
Из Греции в Мексику
- Премьер-министр Андреас Папандреу (1986)
- Министр иностранных дел Антонис Самарас (1991)
- Министр иностранных дел Теодорос Пангалос (1998)

Из Мексики в Грецию
- Президент Адольфо Лопес Матеос (1963)
- Министр иностранных дел Бернардо Сепульведа Амор (1986)
- Министр иностранных дел Фернандо Солана (1992)
- Министр иностранных дел Росарио Грин (1999)
- Министр иностранных дел Луис Эрнесто Дербес (2003)
- Министр иностранных дел Патрисия Эспиноса (2012)

## Международные отношения
Страны подписали несколько двусторонних соглашений, таких как Договор о дружбе (1938 год); Торговый договор (1960 год); Соглашение об образовании и культурном сотрудничестве (1982 год); Соглашение о сотрудничестве в области туризма (1992 год); Соглашение о научно-техническом сотрудничестве (1999 год); Договор об экстрадиции (1999 год); Соглашение о взаимной правовой помощи по уголовным делам (1999 год); Соглашение о привлечении и защите инвестиций (2000 год); Соглашение об избежании двойного налогообложения и предотвращении уклонения от уплаты налогов в части налогов на прибыль и на капитал (2004 год) и Соглашение о сотрудничестве между обоими дипломатическими учреждениями (2009 год).

## Торговые отношения

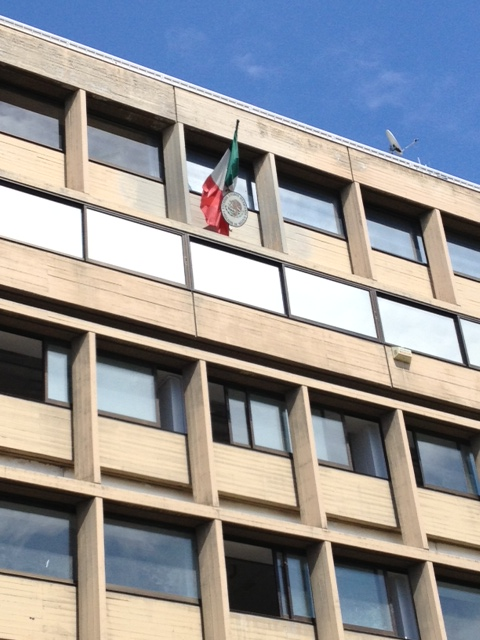
Посольство Мексики в Афинах

В 2000 году Мексика подписала Договор о свободной торговле между Мексикой и Европейским союзом (в который входит Греция). С 2000 года товарооборот между двумя странами значительно вырос. В 2018 году двусторонний товарооборот между двумя странами составил 218 миллионов долларов. Экспорт из Греции в Мексику включает: детали и аксессуары для ваттметров; бритвы и лезвия. Экспорт из Мексики в Грецию включает: текилу, технологические установки, нут, единицы памяти и солодовое пиво. Общий объём инвестиций Греции в Мексику с 1999 по 2016 год составил 1,3 миллиона долларов.

## Постоянные дипломатические представительства
- Греция имеет посольство в Мехико[5].
- Мексика имеет посольство в Афинах[6].